# Vérité et Science
Vérité et Science (Wahrheit und Wissenshaft - Vorspiel einer « Philosophie der Freiheit ») est un essai philosophique de Rudolf Steiner publié en 1892. Il comporte comme sous-titre Prologue à une philosophie de la liberté et est dédié au docteur Karl Robert Eduard von Hartmann. Cet ouvrage, mis à part le dernier chapitre, est sa publication de la thèse de doctorat de philosophie soutenue à l'Université de Rostock le 23 octobre 1891 sous le titre La question fondamentale de la théorie de la connaissance.[réf. souhaitée] En français, il a été publié initialement sous le titre Science et Vérité. 
La Philosophie de la liberté, qui lui fait suite, est paru en 1894.
Steiner avait commencé à élaborer sa théorie de la connaissance avec un travail dont le titre était « Une théorie de la connaissance chez Goethe - La pensée scientifique de Goethe, selon la méthode de Schiller. ». Cette première approche a été réalisée alors que Steiner travaillait encore à l'édition des œuvres de Goethe chez l'éditeur Kürchner, et elle fut publiée en 1886. Avec ce travail Steiner tenta d'obtenir un doctorat universitaire, mais sans succès. Ayant peaufiné ses idées, il en résulta sa thèse de doctorat dont il est question ci-avant. Il est à noter que Steiner a élaboré sa théorie de la connaissance bien avant qu'il ne devienne théosophe, à une époque où il considérait "la théosophie comme une débilité d'esprit" et qu'il voyait le christianisme comme "un platonisme populaire douteux". José Dupré précise et démontre que cette théorie de la connaissance n'est en rien une théorie de la connaissance justifiant la théosophie de Helena Petrovna Blavatsky ou l'anthroposophie de Steiner.